# Baumheide (Bielefeld)
Baumheide ist ein Stadtteil von Bielefeld in Nordrhein-Westfalen. Der Stadtteil gehört zum Stadtbezirk Heepen.

## Geschichte
Die Stadt Bielefeld ist unterhalb der zehn Bezirke nicht weiter in administrative oder politische Einheiten gegliedert. Stadtteile sind in Bielefeld daher nur informelle Teilgebiete, deren Abgrenzung sich meist auf das Gebiet einer Altgemeinde bezieht. Eine Gemeinde Baumheide gab es jedoch nie, was eine Abgrenzung erschwert. Zu statistischen Zwecken ist Bielefeld jedoch in „statistische Bezirke“ eingeteilt. Als Stadtteil Baumheide wird häufig in etwa das Gebiet des statistischen Bezirks 52 Baumheide/Halhof verstanden.
Der größte Teil des heutigen Gebietes von Baumheide wurde 1930 von Heepen nach Bielefeld umgegliedert. Auf dem Gelände befanden sich zu dieser Zeit Rieselfelder der Stadt Bielefeld. Nach dem Zweiten Weltkrieg entstanden die ersten Wohnbauten. In den 1960er- und 1970er-Jahren wurde dort schließlich eine Großsiedlung errichtet mit einzelnen bis zu zehngeschossigen Hochhäusern, aufgelockert durch dazwischenliegende Einzel- und Reihenhäuser. 1965 wurde für die neue Großsiedlung ein Gebietsstück rund um die heutige Donauschwabenstraße von Brake nach Bielefeld eingemeindet.
Seit der kommunalen Neuordnung des Raums Bielefeld 1973 und der damit verbundenen Bildung von Stadtbezirken gehört Baumheide zum Bielefelder Stadtbezirk Heepen.
2024 hatte Baumheide mit Halhof 8094 Einwohner.

## Religion
Die Friedenskirche am Hagenkamp war bis 2010 die evangelische Kirche für Baumheide. Für katholische Gläubige existiert seit 1982 die Pfarrkirche Maria Königin an der Donauschwabenstraße.

## Verkehr
Der Stadtteil ist durch die Linie 2 der Bielefelder Stadtbahn mit der Bielefelder Innenstadt verbunden. Außerdem verkehren in Baumheide die Buslinien 25 (Baumheide–Jahnplatz–Dürerstraße), 27 (Baumheide–Schildesche–Siegfriedplatz) und 30 (Brake–Heepen–Stieghorst–Sennestadt–Schloß Holte).

## Sport
An der Eckendorfer Straße im Süden des Stadtteils liegt der Leineweberring, eine Motorradrennstrecke für Gras- und Langbahnrennen.

## Kurioses
Im Jahr 2009 veröffentlichte die Gruppe "Hardsoul" den Song "Pumpen", bei welchem das Musikvideo in Baumheide gedreht wurde. Dafür ist Baumheide überregional bekannt.